# Tshepiso Masalela
Tshepiso Masalela, né le 25 mai 1999, est un athlète botswanais spécialiste du 800 mètres.

## Biographie
Tshepiso Masalela monte sur la troisième marche du podium du 800 mètres des championnats d'Afrique 2022 à Saint-Pierre.
Il bat son record personnel en demi-finale des championnats du monde 2023 en 1 min 44 s 14.

## Palmarès
| Date | Compétition            | Lieu         | Résultat | Épreuve | Temps         |
| ---- | ---------------------- | ------------ | -------- | ------- | ------------- |
| 2012 | Championnats d'Afrique | Saint-Pierre | 3e       | 800 m   | 1 min 46 s 65 |
| 2023 | Championnats du monde  | Budapest     | 6e       | 800 m   | 1 min 45 s 58 |
| 2024 | Jeux olympiques        | Paris        | 7e       | 800 m   | 1 min 42 s 82 |

## Records
| Épreuve    | Temps         | Lieu  | Date         |
| ---------- | ------------- | ----- | ------------ |
| 800 mètres | 1 min 42 s 82 | Paris | 10 août 2024 |